# بارتلي (نبراسكا)
بارتلي (بالإنجليزية: Bartley, Nebraska)‏ هي معلم جغرافي تقع في الولايات المتحدة في مقاطعة رد ويلو. يقدر عدد سكانها بـ 283 نسمة ومساحتها 1.81 كم2 وترتفع عن سطح البحر 715 متر.

## التركيبة السكانية
قام مكتب تعداد الولايات المتحدة بتحديد بيانات التركيبة السكانية لبارتلي في تعداد الولايات المتحدة. في ما يلي، التركيبة السكانية حسب تعدادي 2000 و2010.

### تعداد عام 2000
بلغ عدد سكان بارتلي 355 نسمة بحسب تعداد عام 2000، وبلغ عدد الأسر 146 أسرة وعدد العائلات 107 عائلة مقيمة في القرية. في حين سجلت الكثافة السكانية 511.3 نسمة لكل ميل مربع (197.4/كم2). وبلغ عدد الوحدات السكنية 157 وحدة بمتوسط كثافة قدره 226.1 نسمة لكل ميل مربع (87.3/كم2).
وتوزع التركيب العرقي للقرية بنسبة 97.75% من البيض و 1.13% من عرقين مختلطين أو أكثر.
بلغ عدد الأسر 146 أسرة كانت نسبة 30.8% منها لديها أطفال تحت سن الثامنة عشر تعيش معهم، وبلغت نسبة الأزواج القاطنين مع بعضهم البعض 61.6% من أصل المجموع الكلي للأسر، ونسبة 6.8% من الأسر كان لديها معيلات من الإناث دون وجود شريك، وكانت نسبة 26.7% من غير العائلات. تألفت نسبة 26.0% من أصل جميع الأسر من أفراد ونسبة 14.4% كانوا يعيش معهم شخص وحيد يبلغ من العمر 65 عاماً فما فوق. وبلغ متوسط حجم الأسرة المعيشية 2.92، أما متوسط حجم العائلات فبلغ 2.43.
بلغ العمر الوسطي للسكان 40 عاماً. وكانت نسبة 26.8% من القاطنين تحت سن الثامنة عشر، وكانت نسبة 7.0% بين الثامنة عشر والأربعة وعشرون عاماً، ونسبة 22.5% كانت واقعةً في الفئة العمرية ما بين الخامسة والعشرون حتى والأربعة وأربعون عاماً، ونسبة 23.7% كانت ما بين الخامسة والأربعون حتى الرابعة والستون، ونسبة 20.0% كانت ضمن فئة الخامسة والستون عاماً فما فوق. يوجد لكل 100 أنثى 99.4 ذكر، ويوجد لكل 100 أنثى في الثامنة عشر من عمرها فما فوق 88.4 ذكر.
بلغ متوسط دخل الأسرة في القرية 31,111 دولار، أما متوسط دخل العائلة فبلغ 36,406 دولار. وكان متوسط دخل الذكور 27,917 دولار مقابل 22,143 دولار للإناث. وسجل دخل الفرد الخاص بالقرية 14,824 دولار. وكانت نسبة 6.9% من العائلات ونسبة 11.4% من السكان تحت خط الفقر، وكان من هؤلاء نسبة 22.1% تحت سن الثامنة عشر ونسبة 6.6% في الخامسة والستين من العمر وما فوق.

### تعداد عام 2010
بلغ عدد سكان بارتلي 283 نسمة بحسب تعداد عام 2010، وبلغ عدد الأسر 126 أسرة وعدد العائلات 87 عائلة مقيمة في القرية. في حين سجلت الكثافة السكانية 404.3 نسمة لكل ميل مربع (156.1/كم2). وبلغ عدد الوحدات السكنية 156 وحدة بمتوسط كثافة قدره 222.9 لكل ميل مربع (86.1/كم2).
وتوزع التركيب العرقي للقرية بنسبة 98.2% من البيض و 0.7% من الأمريكيين الأصليين و 0.4% من عرقين مختلطين أو أكثر.
بلغ عدد الأسر 126 أسرة كانت نسبة 23.8% منها لديها أطفال تحت سن الثامنة عشر تعيش معهم، وبلغت نسبة الأزواج القاطنين مع بعضهم البعض 53.2% من أصل المجموع الكلي للأسر، ونسبة 10.3% من الأسر كان لديها معيلات من الإناث دون وجود شريك، بينما كانت نسبة 5.6% من الأسر لديها معيلون من الذكور دون وجود شريكة وكانت نسبة 31.0% من غير العائلات. تألفت نسبة 28.6% من أصل جميع الأسر من أفراد ونسبة 19.9% كانوا يعيش معهم شخص وحيد يبلغ من العمر 65 عاماً فما فوق. وبلغ متوسط حجم الأسرة المعيشية 2.66، أما متوسط حجم العائلات فبلغ 2.25.
بلغ العمر الوسطي للسكان 47.4 عاماً. وكانت نسبة 18.7% من القاطنين تحت سن الثامنة عشر، وكانت نسبة 10.2% بين الثامنة عشر والأربعة وعشرون عاماً، ونسبة 16.8% كانت واقعةً في الفئة العمرية ما بين الخامسة والعشرون حتى والأربعة وأربعون عاماً، ونسبة 28.6% كانت ما بين الخامسة والأربعون حتى الرابعة والستون، ونسبة 25.4% كانت ضمن فئة الخامسة والستون عاماً فما فوق. وتوزع التركيب الجنسي للسكان بنسبة 45.6% ذكور و54.4% إناث.